# Brzezinki (powiat przysuski)
Brzezinki – wieś w Polsce położona w województwie mazowieckim, w powiecie przysuskim, w gminie Gielniów. Ma status sołectwa.
W latach 1975–1998 miejscowość należała administracyjnie do województwa radomskiego.
Wierni kościoła rzymskokatolickiego należą do parafii bł. Władysława z Gielniowa w Gielniowie.

## Części wsi
| SIMC    | Nazwa     | Rodzaj  |
| ------- | --------- | ------- |
| 0618763 | Brzezinki | kolonia |

## Historia wsi
Wieś osadzona co najmniej w wieku XIV.

Brzezinki, wieś w powiecie opoczyńskim, gminie Krzczonów, parafii Gielniów, odległe 13 wiorst. od Opoczna.
W roku 1884 wieś posiadała 12 domów, 130 mieszkańców., 220 mórg ziemi włościańskiej 1 dworskiej. Brzezinki Plebańskie osada miały 5 domów., 33 mieszkańców., 95 mórg włościańskich.
Wymienione w dok. z 1354 r. wchodziły w skład dóbr Skrzynno.
Brzezińscy Duninowie herbu Łabędź wzięli nazwisko od wsi Brzezinki, w powiecie opoczyńskim leżącej.
Mikołaj Brzeziński posiadał wieś w roku 1508
W połowie XV w. dziedzicem był Tomasz syn Mszczuja herbu Łabędź. Wieś miała 5 łanów kmiecych, karczmę z rolą.
W roku 1641 Brzezinki były własnością Marcina Brzezińskiego (był również właścicielem Gielniowa).
Dziesicinę (do 4, grz.) oddawano prebendzie Kobiernickicj w Sandomierzu. (Długosz, L. B. I,362). Istniał tu jeszcze w r. 1418 kościół parafialny przeniesiony następnie do Gielniowa.